# James Westphal
James Adolf Westphal (Dubuque, 13 de junho de 1930 — 8 de setembro de 2004) foi um astrônomo estadunidense.
Foi diretor do Observatório Palomar, de 1994 a 1997.
Sua participação foi fundamental no projeto da câmera principal do Telescópio espacial Hubble.